# Brandon Nimmo

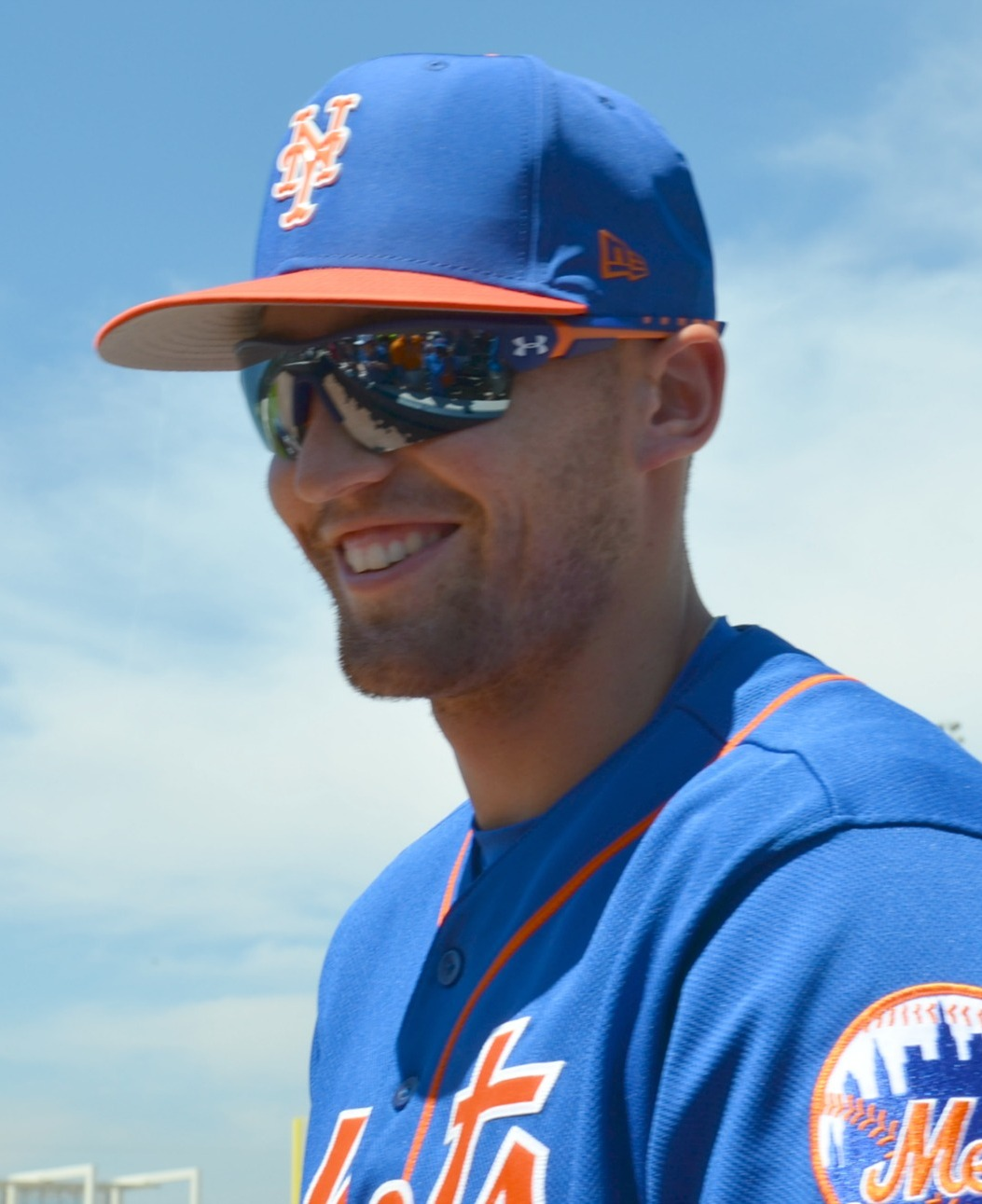
Brandon Nimmo, 2018.

Brandon Tate Nimmo, född 27 mars 1993 i Cheyenne i Wyoming, är en amerikansk professionell basebollspelare som spelar som outfielder för New York Mets i Major League Baseball (MLB).
Han blev draftad av Mets vid 2011 års MLB-draft och ett kontrakt upprättades mellan parterna. Nimmo erhöll en kontant bonus på 2,1 miljoner amerikanska dollar för att ha signerat kontraktet.
Hans mor är av italiensk börd och därav spelade han för Italien vid 2017 års World Baseball Classic.